# Tkalec
Tkalec falu Horvátországban Varasd megyében. Közigazgatásilag Breznicához tartozik.

## Fekvése
Varasdtól 34 km-re délre, községközpontjától 6 km-re délkeletre, a Lónya folyó völgyében, az A4-es autópálya mellett fekszik.

## Története
1857-ben 104, 1910-ben 223 lakosa volt. 1920-ig Varasd vármegye Novi Marofi járásához tartozott. 2001-ben 39 háztartása és 111 lakosa volt. A bisagi plébániához tartozik.